# La (nota)

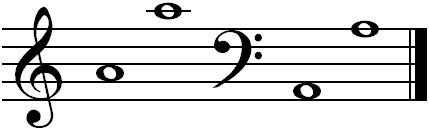
La.

La en notación latina o A en notación anglosajona, es el nombre de la sexta nota musical de la escala diatónica de do mayor.

## Nombre
Antes de la adopción del solfeo, se utilizaba la notación alfabética conforme a la cual las notas eran designadas por letras. En este sistema la nota la corresponde a la letra «A». En diversos idiomas se mantiene esta denominación. 
Posteriormente el nombre de esta nota fue «la», que deriva del inicio del sexto verso del himno religioso Ut queant laxis, usado por Guido d'Arezzo para nombrar todas las notas musicales. 
| Nota                       | Texto original en latín                                                                                | Traducción |
| -------------------------- | --- | --- |
| Ut - Do Re Mi Fa Sol La Si | Ut queant laxis Resonare fibris Mira gestorum Famuli tuorum Solve polluti Labii reatum Sancte Ioannes. | Para que puedan exaltar a pleno pulmón las maravillas estos siervos tuyos perdona la falta de nuestros labios impuros San Juan. |

## Altura
La nota la es usada como referencia de altura para todas las otras notas y por eso se acostumbra hacer referencia al diapasón de la siempre que se desea indicar cuál es la frecuencia de las demás notas.
El la que queda por encima del do central del piano, tiene la frecuencia de 440 Hz. Esta altura ha ido variando a lo largo del tiempo y fueron usadas diversas frecuencias de la entre 430 y 460 Hz. Hasta la mitad del siglo XX cada país adoptaba una frecuencia de diapasón diferente, pero hoy en día la afinación de 440 Hz se considera como patrón, seguido por todos los países y fabricantes de instrumentos musicales.
| Nombre alemán de las octavas | Notación científica | Notación franco-belga | Notación Helmholtz | Frecuencia (Hz). |
| ---------------------------- | ------------------- | --------------------- | ------------------ | ---------------- |
| Subsubcontraoctava           | A-1                 | la-2                  | A͵͵͵ o ͵͵͵A        | 13.75            |
| Subcontraoctava              | A0                  | la-1                  | A͵͵ o ͵͵A          | 27.50            |
| Contraoctava                 | A1                  | la0                   | A͵ o ͵A            | 55               |
| Gran octava                  | A2                  | la1                   | A                  | 110              |
| Pequeña octava               | A3                  | la2                   | a                  | 220              |
| Octava prima                 | A4                  | la3                   | a′                 | 440              |
| Octava segunda               | A5                  | la4                   | a′′                | 880              |
| Octava tercera               | A6                  | la5                   | a′′′               | 1.760            |
| Octava cuarta                | A7                  | la6                   | a′′′′              | 3.520            |
| Octava quinta                | A8                  | la7                   | a′′′′′             | 7.040            |
| Octava sexta                 | A9                  | la8                   | a′′′′′′            | 14.080           |

## Representación gráfica

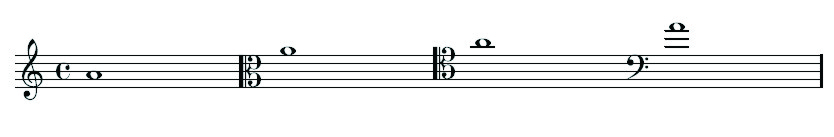
La en las cuatro claves más usuales.

- En clave de sol se sitúa en el segundo espacio del pentagrama.
- En clave de do en tercera y en cuarta se sitúa en el primer espacio adicional y en el espacio sobre la primera línea adicional respectivamente.
- En clave de fa en cuarta se sitúa en el espacio sobre la tercera línea adicional superior.